# J.-H. Rosny aîné
Joseph Henri Honoré Boex, írói álnevén J.-H. Rosny aîné (Brüsszel, 1856. február 17. – Párizs, 1940. február 11.), belga származású francia író, a modern tudományos-fantasztikus irodalom egyik megalapítója.

## Élete
Boex kezdetben öccsével, Séraphin Justin François Boex-val együtt írt J.-H. Rosny álnév alatt. 1909-től kezdve, miután kettejük közös munkája véget ért, változtatta meg álnevét a "Rosny aîné" (idősebb Rosny) alakra, míg testvére "Rosny jeune" (ifjabb Rosny) néven írt tovább.
Boex 1896-tól Párizsban élt, ahol a Goncourt családdal és Alphonse Daudet francia íróval került barátságba. Öccsével együtt tagjai voltak az első Goncourt-díjat odaítélő zsűrinek, valamint Boex volt a Goncourt Akadémia elnöke 1926-tól. 1940-ben hunyt el Párizsban.

## Főbb művei
- Les Xipehuz (1887) magyarul A xipehuzok címmel jelent meg a Galaktika 3. számában Wessely László fordításában
- La Sorcière (1887)
- La Légende Sceptique (1889)
- Vamireh (1892)
- Eyrimah (1893)
- Nymphée (1893)
- Le Jardin de Mary (1895) magyarul Mary kertje címmel jelent meg a Galaktika 92. számában Naszvadi Gábor fordításában
- Un autre monde (1895)
- Les Profondeurs de Kyamo (1896)
- La Contrée Prodigieuse des Cavernes (1896) magyarul A csodálatos barlangvidék címmel jelent meg a Galaktika 88. számában Naszvadi Gábor fordításában
- Le Cataclysme (1896)
- Nomai (1897)
- Le Voyage (1900)
- La Guerre du Feu (1909)
- Le Trésor dans la Neige (1910)
- La Mort de la Terre (1910)
- La Force Mystérieuse (1913)
- L'Aube du Futur (1917)
- L'Énigme de Givreuse (1917)
- Le Félin Géant (1918)
- La Grande Énigme (1920)
- La Jeune Vampire (1920) (a.k.a. Le Vampire de Bethnal Green)
- L'Étonnant Voyage d'Hareton Ironcastle (1922)[1]
- L'Assassin Surnaturel (1923)
- Les Navigateurs de l'Infini (1925) magyarul A végtelen hajósai címmel jelent meg a Robur 15. számában 1986-ban
- La Terre Noire (1925)
- Le Trésor Lointain (1926)
- La Femme Disparue (1926)
- Les Conquérants du Feu (1929) – magyarul A tűz meghódítása címmel jelent meg Laky Margit fordításában
- Les Hommes-Sangliers (1929)
- Helgvor du Fleuve Bleu (1929)
- Au Château des Loups Rouges (1929)
- L'Initiation de Diane (1930)
- Tabubu (1932)
- Les Compagnons de l'Univers (1934)
- La Sauvage Aventure (1935)
- Dans le Monde des Variants (1939)
- Les Astronautes (megj. 1960)

## Magyarul
- Kerülő úton; Légrády, Bp., 1899
- A tűz meghódítása. Regény az őskorból; ford. Laky Margit; Athenaeum, Bp., 1918 (Athenaeum könyvtár)
- A rejtelmes erő. Regény; ford. Laky Margit; Herczka, Bp., 1918
- Az aranygyapjú. Regény, 1-2. köt.; Légrády, Bp., 1920
- A föld halála; ford. Laky Margit; Genius, Bp., 1922 (A regényírás művészei)
- Gyönyörű Páris. Regény; Pantheon, Bp., 1926 után; (Színe-java)
- Fekete ország; ford. Lakatos Lászlóné; Singer-Wolfner, Bp., 1928 (Milliók könyve)
- Bűnös asszonyok; ford. Draskóczy Zoltán; Franklin, Bp., 1934 (Külföldi regényírók)
- A tűz meghódítása. Regény a kőkorszakbeli emberekről; Testvériség-Egység, Noviszád, 1956
- A kardfogú tigris. Történet az őskorból; ford. Jónás János; Cherubion, Debrecen, 1998
- Rachel és a szerelem. Regény a modern zsidók erkölcsi világából; Szabad Szellem – Magyar Kultúra Alapítvány, Bp., 2019 (Keresztény regénytár)